# فواديسواف ريمونت

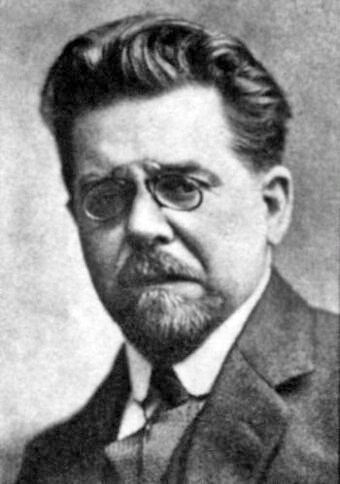
فواديسواف ريمونت

فواديسواف ريمونت (Władysław Reymont) (كوبيلي فيلكي، 7 مايو 1867 - وارسو، 5 ديسمبر 1925) أديب بولندي تحصل على جائزة نوبل في الأدب لسنة 1924.

## حياته
ولد ريمونت في قرية كوبيل فيلكي بوسط بولندا في عام 1867 وكانت واقعة تحت السيطرة الروسية في تلك الوقت وتعلم القراءة والكتابة على يد قس محلي في القرية. رحل بعد ذلك إلى وارسو حيث حصل على دبلوم الفنون وعمل بعدها في الفرق العسكرية كممثل متجول ثم كعامل في السكك الحديدية.
استقر بعدها في وارسو عندها قرر ان يتفرغ للكتابة وقد عمل بعد قراره هذا كمراسل لاحدى الصحف وزار العديد من العواصم الاوربية كبرلين وبروكسل ولندن وسافر إلى الولايات المتحدة بعد انتهاء الحرب العالمية الأولى وأصيب في حادث في عام 1900 مما أثر على صحته طيلة حياته.

## أعماله
كتب ريمونت العديد من الروايات من اشهرها رواية «الفلاحون» التي نشرها عام 1904 وكتبها أثناء اقامته في نورماندي وهي الرواية التي نال عنها جائزة نوبل. ومن رواياته الأخرى المشهورة «الموت» وهي قصة قصيرة نشرها عام 1893 و«الصينية» المنشورة عام 1894 وروايات، «المهرجون», «الخفاش», «عام 1797» التي يصف فيها الفترة التي اتحدت فيها بولندا مع ليتوانيا.

## روابط خارجية
- فواديسواف ريمونت على موقع IMDb (الإنجليزية)
- فواديسواف ريمونت على موقع الموسوعة البريطانية (الإنجليزية)
- فواديسواف ريمونت على موقع إن إن دي بي (الإنجليزية)
- فواديسواف ريمونت على موقع ديسكوغز (الإنجليزية)
- فواديسواف ريمونت على موقع قاعدة بيانات الفيلم (الإنجليزية)